# Lampa (Polska)
Lampa (kaszub. Lampa lub Lãpa) – wieś w Polsce, w województwie pomorskim, w powiecie kartuskim, w gminie Chmielno.
Wieś leży na obszarze Kaszubskiego Parku Krajobrazowego, na szlaku wodnym „Kółko Raduńskie”, nad północnym krańcem jeziora Raduńskiego Dolnego. Wchodzi w skład sołectwa Chmielno.
Do 2023 miejscowość była częścią wsi Chmielno.
W latach 1975–1998 Lampa administracyjnie należała do województwa gdańskiego.
W Lampie znajdowała się niegdyś huta szkła, dlatego na okolicznych polach znajdowane są odłamki szklanych naczyń.